# Wiggonby
Wiggonby is een plaats (historisch een township) in het Engelse graafschap Cumbria. Het plaatsje valt onder de civil parish van Aikton.
In Wiggonby bevindt zich een school voor primair onderwijs van de Church of England (Anglicaanse Kerk).
Ten noordoosten van het gehucht, tussen Wiggonby en Great Orton, bevindt zich Watchtree Nature Reserve, een natuurreservaat op de plaats van een voormalige luchtmachtbasis van de Royal Air Force uit de Tweede Wereldoorlog (Wiggonby Airfield). Op die plaats zijn ook bijna een half miljoen schapen en duizenden runderen en varkens begraven na massale ruimingen als gevolg van de uitbraak van mond-en-klauwzeer in 2001.

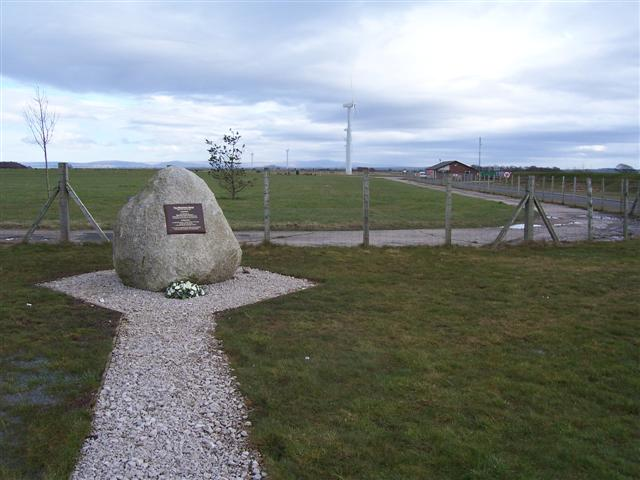
Watchtree Nature Reserve, met gedenksteen
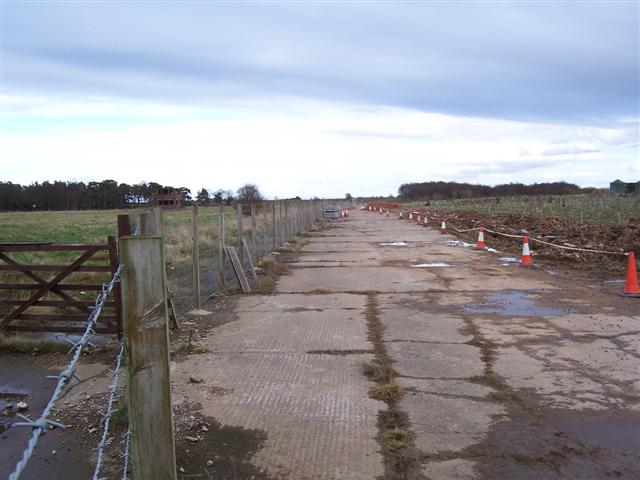
Resten van Wiggonby Airfield